# Геология Антарктиды
Здесь представлена краткая геоистория Антарктиды и описание её современного геологического состояния.

## Палеозойская эра (540—250 млн лет назад)
В течение кембрийского периода климат Гондваны оставался мягким. Западная Антарктида тогда располагалась в северном полушарии, а Восточная — на экваторе.
К началу девона (416 млн лет назад) Гондвана сильно сместилась на юг, климат стал прохладнее, а к концу девона началось оледенение (360 млн лет назад), так как континент достиг Южного полюса.
В течение перми началось потепление, появление множества болот. Климат становился все жарче и суше.
Гондвана превратилась в пустыню.

## Мезозойская и кайнозойская эры (250 млн лет назад — наше время)
В Юре (206—146 млн лет назад) начал образовываться Антарктический полуостров. Флора того времени представлена гинкго и южным буком, фауна — цикадами и рептилиями. Появление динозавров совпало с началом распада Гондваны.
Около 160 миллионов лет назад отделилась Африка, за которой последовала Индия (123 млн лет назад). 
Примерно 65 млн лет назад в Антарктиде по-прежнему был субтропический климат.
40 млн лет назад отделилась Австралия, а ещё через 17 млн лет[когда?] образовался пролив Дрейка. Так появилось Антарктическое Циркумполярное течение. Началось распространение льдов, которые примерно через 8 млн лет полностью заняли весь континент.

## Оледенение
Ещё в конце неогена воды Южного океана были гораздо теплее, о чём говорят ископаемые остатки моллюсков. Оледенение здесь началось раньше, чем в Европе[когда?] и было сильнее — ледники покрывали весь нынешний шельф. Несмотря на частые потепления, Антарктида никогда полностью не освобождалась от ледяного покрова с тех времён.

## Современность

### Восточная Антарктида
Восточная Антарктида представляет собой платформу, состоящую из трех ярусов:
- Нижний ярус сложен гнейсами, магматитами и гранитоидами. Возраст его около 1 млрд лет (протерозой и архей), а некоторые участки ещё древнее — до 3 млрд лет. Толщина слоя достигает 20-30 км.
- Средний ярус состоит из метаморфических осадочных пород толщиной в несколько километров.
- Верхний ярус относится к палеозою и мезозою, сложен осадочными породами. В нём нередки остатки ископаемых рыб и растений.

Наиболее крупное образование в этой части континента — горные хребты земли Виктории и земли Королевы Мод. У берегов встречается множество разломов — древних (вулкан Гаусс) и молодых (вулкан Эребус). По огромному разлому, входящему в материк со стороны океана, течёт ледник Ламберт в море Макензи.

### Западная Антарктида
В Зап. Антарктиде можно найти любые породы от палеозоя до кайнозоя. По своей геологии она напоминает Анды Южной Америки. 
Рельеф гористый.
Распространены ископаемые, в том числе южных буков, которые и сейчас произрастают на Огненной Земле, где температура в среднем всего на 10 градусов выше.

## Полезные ископаемые
Согласно оценкам учёных, недра Антарктиды содержат значительное количество каменного угля, медной руды, молибдена, слюды, графита, никеля, свинца, цинка и прочего сырья. Геологическая служба США утверждает, что здесь хранятся огромные запасы нефти (7 млрд т) и природного газа (более 4 трлн кубометров). Добыча этих ресурсов вызывает большие сложности из-за отдалённости региона от основных потребителей.
В 1991 году протоколом о защите окружающей среды к договору об Антарктике была запрещена до 2048 года любая добыча ресурсов в Антарктиде.